# 光之美少女 All Stars New Stage 未來的朋友
《電影 光之美少女 All Stars New Stage 未來的朋友》於2012年3月17日在日本上映。此作是光之美少女系列的第四部結合作品。

## 概要
在DX3終結時，官方於片末表示DX3為「All Stars DX的結束」，但仍然在Suite 光之美少女的電影版片末公開新作消息，指出New Stage是和DX截然不同的作品展開。本作並沒有先前三部DX之名的作品出現歷代所有光之美少女作互動，僅以Suite、Smile組以及原創主角為主，而有關做法曾被各方大肆批評沒有尊重開創系列的前數代。

## 故事簡介
橫濱港未來一直延續著歷代光之美少女在此地聯手，打敗謎之敵人「融合」的佳話。憧憬著光之美少女的市民們，無一不為這個話題而興奮；但對剛剛轉校、沒有朋友的坂上步美來說，她無法融入大家一起分享這份喜悅。就在這時，步美在學校附近遇上了神秘生物「小呼」，兩人很快變得十分要好。然而，小呼其實是「融合」的黑暗碎片，為了孤獨的步美，它決定吸收步一切美麗的事物，進而毀滅城鎮！為了傳遞步美真正的想法，28位光之美少女再次集結大家的力量，閃耀奇蹟之光！

## 登場人物
以下只記載有參與劇情台詞演繹的成員。

### Smile 光之美少女！
星空幸／快樂天使（Cure Happy）
配音：福圓美里（日本）
日野茜／晴朗天使（Cure Sunny）
配音：田野麻美（日本）
黃瀨彌生／和平天使（Cure Peace）
配音：金元壽子（日本）
綠川直／旋風天使（Cure March）
配音：井上麻里奈（日本）
青木麗華／美麗天使（Cure Beauty）
配音：西村千奈美（日本）
糖糖（Candy）
配音：大谷育江（日本）

### 光之美少女：美樂天使
北條響／旋律天使（Cure Melody）
配音：小清水亞美（日本）
南野奏／節奏天使（Cure Rhythm）
配音：折笠富美子（日本）
黑川艾蓮／節拍天使（Cure Beat）
配音：豐口惠（日本）
調邊亞子／謬思天使（Cure Muse）
配音：大久保瑠美（日本）
哈咪（Hummy）
配音：三石琴乃（日本）
音調精靈（Fairy Tone）
配音：工藤真由（日本）

### 光之美少女：甜蜜天使！
花咲蕾／花蕾天使（Cure Blossom）
配音：水樹奈奈（日本）
來海繪理香／海洋天使（Cure Marine）
配音：水澤史繪（日本）
明堂院樹／陽光天使（Cure Sunshine）
配音：桑島法子（日本）
月影百合／月光天使（Cure Moonlight）
配音：久川綾（日本）
希普蕾（Chypre）
配音：川田妙子（日本）
可芙蕾（Coffret）
配音：熊井統子（日本）
波普莉（Potpourri）
配音：菊池心（日本）

### 光之美少女：幸福精靈Fresh!
桃園愛／桃天使／愛情精靈（Cure Peach）
配音：沖佳苗（日本）
蒼乃美希／莓天使／希望精靈（Cure Berry）
配音：喜多村英梨（日本）
山吹祈里／鳳梨天使／祈願精靈（Cure Pine）
配音：中川亞紀子（日本）
伊絲／東剎那／百香果天使／幸運精靈（Eas／Cure Passion）
配音：小松由佳（日本）
塔多（Tarte）
配音：松野太紀（日本）
希風（Chiffon）
配音：興梠里美（日本）

### 本作當場人物
坂上步美／回聲天使（Cure Echo）
配音：能登麻美子（日本）
代表顏色：  白色（  粉红色，  綠色）
本作品《光之美少女 All Stars New Stage 未來的朋友》女主角之一，也是第一女主角。
是系列中唯一一個身為人類的非正規光之美少女的主角
轉學到橫濱的中學生。光之美少女的狂熱支持者，但性格內向，總是獨來獨往沒有朋友，直到與小呼相遇，並成為朋友。
在其他28位光之美少女的幫助與感召下，變身為回聲天使（Cure Echo）。其代表色為白色，屬性為願望，變身口號為“傳達我的情感！回聲天使！（Cure Echo）”。
在《光之美少女 All Stars New Stage2 心之朋友》劇中正和同學在「香噴噴麵包屋」附近聊天，後於《光之美少女 All Stars New Stage3 永遠的朋友》中回歸，並擁有了自己的搭檔精靈：古萊魯與恩恩。
於《光之美少女 All Stars 大家歌唱吧♪奇蹟的魔法！》、《HUG! 光之美少女》37話(客串)和《光之美少女 All Stars F》登場。
步美的母親
配音：赤江珠緒（日本）
小呼／融合（Fu-chan）
光之美少女 All Stars DX 大家都是朋友☆奇蹟的全員大集合！參照。

## 主題曲
片頭曲
作詞：六見純代，作曲、編曲：高梨康治， 主唱：工藤真由
片尾曲
作詞：實之里，作曲：高取秀明，編曲：齋藤悠彌，主唱：吉田仁美

## 製作人員
- 原作：東堂泉
- 監督：志水淳兒
- 劇本：成田良美
- 原作人物設計：稻上晃、香川久、馬越嘉彦、高橋晃、川村敏江
- 電影人物設計、作畫監督：青山充
- 美術：田中里錄
- 色彩設計：澤田豐二
- 製作擔當：稻垣哲雄
- 動畫製作：東映動畫
- 製作：©2011 電影光之美少女All Stars NS製作委員會

## 外部連結
- （日語）光之美少女 All Stars New Stage 未來的朋友 官方網站（页面存档备份，存于）